# Томас Робинс
Томас Робинс (енгл. Thomas Robins) је аустралијско-новозеландски глумац, продуцент и редитељ. 

## Биографија и каријера
Томас је рођен у Аустралији, али глуми искључиво у новозеландској продукцији. Био је један од домаћина новозеландског дечијег ТВ шоуа Млаз воде. Сарађивао је и са Питером Џексоном у три његова филма. Поседује своју продуцентску кућу у Велингтону. Тренутно живи у Сиднеју. Висок је 178 центиметара.

## Филмографија
| Улоге Томаса Робинса |                                           |               |                 |          |
| Година               | Српски назив                              | Изворни назив | Улога           | Напомена |
| 2012.                | Хобит: Неочекивано путовање               |               | - млади Траин   |          |
| 2005-2006            | Седам периода са господином Гормзбијем    |               | господин Мортон |          |
| 2003.                | Господар прстенова: Повратак краља (филм) |               | Дигол           |          |
| 2002-2004            | Трака                                     |               | доктор          |          |
| 1995.                | Заборављено сребро                        |               | Колин Макензи   |          |